# ポリュポンテース
ポリュポンテース（古希: Πολυφόντης, Polyphontēs）は、ギリシア神話の人物である。長音を省略してポリュポンテスとも表記される。主に、
- メラムプース伝説に登場する王
- ラーイオスの伝令使
- アウトポノスの子
- ヘーラクレイダイの1人

が知られている。以下に説明する。

## メラムプース伝説に登場する王
このポリュポンテースは、メラムプース伝説に登場する王。ヘーシオドスの作と伝えられる『大エーホイアイ』によると、ポリュポンテース王が神々に犠牲を捧げていると、１匹の蛇が犠牲獣に近づいたため、召使いたちが蛇を殺した。ちょうどポリュポンテースのもとに滞在していたメラムプースは蛇を葬っただけでなく、残された蛇の子を育ててやった。それを見た王はメラムープスに対して怒ったが、蛇の子は恩返しにメラムプースの耳を浄め、予言の力を授けたという。

## ラーイオスの伝令使
このポリュポンテースは、テーバイの王ラーイオスの伝令使である。あるときポリュポンテースは戦車で移動するラーイオスのお供をしていると、とある山中の隘路に差し掛かった。すると向こうから1人の男が戦車でやって来たため、進むことができなかった。ポリュポンテースは道を譲るよう言ったが、相手が応じなかったため、相手の戦車を牽く馬を1頭殺してしまった。実はこのとき遭遇した男こそかつてラーイオス王が捨てた我が子オイディプースであった。彼はコリントスの王宮で育てられたのち、デルポイの神託で自分の父親を殺し、母親と交わって子をなすと予言されたため、コリントスに帰らずにテーバイに向かっている途中であった。馬を殺されたオイディプースは怒ってポリュポンテースとラーイオスを殺したのち、テーバイで怪物スピンクスを退治し、自らの母と知らずにイオカステーと結婚した。

## アウトポノスの子
このポリュポンテースは、アウトポノスの子である。テーバイ攻めの七将の物語に登場する人物であり、この人物のエピソードはホメーロスの叙事詩『イーリアス』4巻でアガメムノーンがディオメーデースに対して発した言葉の中で語られている。テーバイ遠征軍がアーソーポス川までやって来ると、彼らはテューデウスを使者としてテーバイに遣した。するとテューデウスは王宮で催されていた宴に混ざって腕比べをし、すべての競技で勝利した。テーバイ人はこれに腹を立て、50人の兵からなる伏兵を配置してテューデウスを殺そうとした。この部隊を指揮したのがハイモーンの子マイモーンおよびポリュポンテースであったが、マイモーンを除くすべての兵がテューデウス1人に討たれた。

## ヘーラクレイダイの1人
このポリュポンテースは、ヘーラクレイダイの1人である。ポリュポンテース自身もヘーラクレースの真の後裔の1人だったが、メッセニア地方を支配したヘーラクレイダイの嫡流の王クレスポンテースとその息子たちを殺して、王位を簒奪した。ポリュポンテースはクレスポンテースの未亡人メロペーを彼女の意志に反して妻とした。メロペーは前夫の遺児を密かに逃がしており、ポリュポンテースは行方を探したが発見できなかった。後にメロペーとクレスポンテースの遺児アイピュトスあるいはテーレポンテースによって殺された。

## その他の人物
- テーバイが七将に攻撃を受けた際、エーレクトライ門を攻めるカパネウスに対して、防御を命じられた人物[8]。アウトポノスの子と同一人物か[9]。